# Koninkrijk Gumma
Het koninkrijk Gumma was een van de koninkrijken in de regio Gibe van Ethiopië in de negentiende eeuw. De oostelijke grens werd gevormd door de Didessa-rivier waardoor het gescheiden werd van Limmu-Ennarea in het noordoosten en Gomma en Gera in het zuiden. Voorbij de noordelijke grens woonden Macha Oromo-stammen en in het westen Sidamo-stammen. De grenzen komen ruwweg overeen met de huidige Ethiopische districten Gechi en Didessa.
Het koninkrijk lag op een plateau en had in 1880 ongeveer 50.000 inwoners. Koning Jawe werd door handelaars bekeerd tot de islam. In 1882 overtuigde koning Abbu Jubir de koningen van Ennarea, Gomma en Jimma om een confederatie te vormen die Moslimliga heette, teneinde de dreiging van de Macha Oromo-stammen tegen te gaan. De confederatie had aanvankelijk weinig succes en Abba Jubir kreeg weinig steun van de andere landen totdat zijn oudere broer Abba Digir gevangengenomen werd, en Ennarea te hulp kwam. Dat hielp echter niet en Abba Jubir moest een wapenstilstand forceren om zijn broer terug te krijgen. Vervolgens trok hij ten oorlog tegen Jimma en verwoestte de hoofdstad van dat land, ondanks de steun van Gomma en Ennarea aan Jimma.
Ofschoon de Moslimliga mislukte, bleef Gumma een islamitisch bolwerk en bood het asiel voor mensen die verbannen werden uit de andere koninkrijken. In 1885 werd Gumma veroverd door keizer Menelik II van Ethiopië. Gumma bleef wel rebelleren tegen het nieuwe gezag: Firisa, de zoon van de laatste koning, was naar Soedan gevlucht en keerde terug in 1899 om een jihad uit te roepen tegen de veroveraars. In 1902 werd hij gevangengenomen en in Jimma geëxecuteerd.